# Музейна справа в Луганській області
Педагогічний музей Луганського інституту народної освіти (1925–1930 рр.)

## перші кроки до формування музею
Історія створення педагогічних музеїв сягає середини XIX ст. Дореволюційні традиції залучення музеїв до системи освіти підтримувались і за радянських часів, а ідея використання музеїв з освітянською метою отримала свій подальший розвиток у 1920–1930-х роках. На початку 1920-х років XX ст. в УСРР украй загострилась ситуація з ліквідацією неписьменності серед населення. Відчувався брак педагогічних кадрів, тому значущою подією стало відкриття у 1923 році Луганського інституту народної освіти – першого вищого навчального закладу педагогічного профілю на теренах Луганщини та Донеччини. За короткий термін цей осередок освіти зміг стати науковим та освітянським центром для всієї Донецької губернії, зібравши у своїх стінах відомих діячів науки, культури, народної освіти: С.Г. Грушевського, Ф.А. Бєльського, Є.А. Равич-Щербу, І.І. Ліщину-Мартиненка та ін.
З початку заснування (1923 року) Луганського ІНО керівництво вишу приділяло значну увагу створенню навчально-допоміжних структурних підрозділів у вигляді профільних лабораторій та кабінетів з метою поліпшення викладання навчальних дисциплін. Навіть за умов обмеженого фінансування та відсутності наочних приладів були створені: бібліотека інституту, фізична, хімічна, біологічна, математична, педологічна лабораторії, кабінет краєзнавства, музейно-драматична студія, лабораторія суспільствознавства та майстерні. Невдовзі навчальний заклад, заснований під назвою Інститут народної освіти у м. Луганську, за рішенням президії Укрголовпрофосу 13 лютого 1924 року було перейменовано у Донецький ІНО в м. Луганську.

## новаторство 1920-х і феномен Бельського
1920-ті роки XX ст., а надто ж період нової економічної політики, вирізнялися відносно вільною можливістю реалізації новаторських педагогічних ідей у культурно-освітній сфері та музейній роботі. Одним із таких яскравих новаторів на Луганщині став професор Фома Бєльський, який присвятив своє життя справі розвитку народної освіти та науково-педагогічної думки України, Росії, Білорусі, Узбекистану. 
Саме Фома Бєльський у 1925 році ініціював створення в луганському інституті педагогічного музею як бази для проведення науково-просвітницької роботи музею, розрахованого не стільки на педагога, скільки на учнів та студентів, в якому наочні навчальні посібники співіснували б з учнівськими роботами. Ця думка була активно підтримана проректором інституту Сергієм Грушевським і ставилася на обговорення факультетської комісії. Вона на своєму засіданні підтримала це рішення і створила соціальну комісію для розробки "Положення про педагогічний музей", до складу якої ввійшли Ф.А. Бєльский, А.В. Улановський, Є.А. Равич-Щерба. У жовтні 1925 року це положення було обговорено та затверджено на засіданні факультетської комісії, а вже 30 листопада проф. Ф.А. Бєльський був обраний на посаду завідувача педагогічного музею ІНО]. 
Основними обов’язками завідувача стали: загальне керівництво роботою музею, складання календарного плану роботи, контроль за виконанням робіт, складання річних кошторисів, проведення наукових консультацій, лекцій, конференцій та триместрова і річна звітність. Крім завідувача музею, основну поточну роботу виконували асистент та лаборант. Обов’язки цього останнього містили в собі виконання завдань завідувача, проведення екскурсій, креслення графіків, діаграм, портретів, видачу та облік книжок, облік відвідувачів, каталогізацію інвентарю та експонатів музею.
Педагогічний музей при ДІНО як навчально-допоміжна установа повинен був сприяти вивченню проблем педагогіки і циклу педагогічних дисциплін та сконцентрувати у своїх стінах навчальне устаткування, якого в новому інституті дуже бракувало. Для розміщення музею було відведена аудиторія № 21 на третьому поверсі головного корпусу (будинок Васньова) площею 100 кв. м, визначено персонал – завідувач, асистент та лаборант. І вже 8 грудня штат музею був укомплектований зі штатних працівників ДІНО.
З метою налагодження професійної роботи музею до місцевих працівників інституту Ф.А. Бєльського та Ф.М. Красильникова приєднується досвідчений педагог Й.Й. Рожновський. Його було запрошено з Сумського педтехнікуму. І вже на початку грудня 1925 року він разом з дружиною та сином прибуває до м. Луганська. До слова, у 1927 році Й.Й. Рожновський очолить новостворений педологічний кабінет інституту.
Як тільки штатний розпис музею заповнився, його співробітники почали збирання експонатів, їх систематизацію, інвентаризацію, складання діаграм, графіків. Невеликий колектив музею поринув у роботу з таким ентузіазмом, що знехтував двадцятиденними зимовими канікулами, що дало можливість підготувати та впорядкувати всі зібрані матеріали для експозиціонування.

## відкриття музею
16 січня 1926 року о шостій годині вечора педагогічний музей був урочисто відкритий. Для Луганська це було значною подією. На відкриття прийшли представники відділу народної освіти, професорсько-викладацького складу луганських вишів, студентство, викладачі та учні місцевих трудових шкіл, комсомольських та піонерських організацій.
На початковий момент музей налічував понад 200 експонатів: педагогічні системи й портрети видатних педагогів, посібники з різних дисциплін (дошкільного, трудового, естетичного виховання, а також з методів навчання, історіографії освіти). До нього входила також музейна бібліотека. 
Джерела формування колекції були різні – тут і матеріали з інших лабораторій ІНО, і експонати шкільних виставок районів округи. Після відкриття роботи педмузею активна робота з поповнення фондової та експозиційної колекції продовжувалася. Експонати надсилалися різними музеями, трудовими школами, а також виготовлялися безпосередньо співробітниками музею.
Однак у своєму прагненні поповнювати колекції музей не обмежувався територією міста та округи: за короткий термін – декілька місяців – було отримано експонати від музеїв з-понад 100 міст СРСР. Зокрема, Семипалатинський музей надіслав "Отчет Семипалатинского отдела Русского географического общества с 1.10.1924 по 1.10.1925". Выпуск. 15", Сільськогосподарський та торговельно-промисловий музей м. Баку – свої колекції з шовківництва. Також надіслав матеріали для поповнення експонатів педагогічного музею ІНО і Північнокавказький інститут краєзнавства, а Сибірський відділ народної освіти надіслав книги.
У перші ж місяці свого існування педагогічний музей ІНО розвинув бурхливу культурно-просвітницьку роботу. Регулярно надавалися педконсультації, пов’язані, головним чином, з питаннями визначення обдарованості та обліком успішності учнів. Музей одразу ж став осередком педагогічних знань, таких необхідних в умовах боротьби за розповсюдження освіти та ліквідацію неписьменності серед усіх верств населення краю. Тільки за перші 2 місяці своєї діяльності він прийняв 1055 відвідувачів, організував 5 виставок педагогічної літератури.
При музеї було засновано інститут його почесних членів. Таке звання надавалося особам або установам, які зробили значний внесок в організацію музею і в його роботу, або видатним діячам народної освіти, що надали послугу музею в тому чи іншому вигляді. Першими почесними членами були обрані Сергій Григорович Грушевський, Володимир Володимирович Галюн та Фома Антонович Бєльський.
Упродовж наступного 1926–1927 навчального року музей проводив свою науково-педагогічну діяльність у напрямку поширення педагогічної думки серед студентства, учнів та вчителів трудових шкіл. Його відвідали представники різних освітніх установ та організацій, проводилися екскурсії для дітей дошкільного віку, школярів, червоноармійців, пояснення яким давав особисто сам завідувач – професор Ф.А. Бєльський. Під час відвідування музею, крім екскурсії, гостям надавалася можливість заміряти обсяг легенів за допомогою спірометрів та вагу на терезах. Такі обстеження та заміри параметрів тіла людини набули популярності, тому для розвитку цього напряму роботи музею були вперше придбані додаткові наукові прилади – антропометр та динамометр Фербанкса (Fairbanks).
На початку 1927 р. педмузею було відведено великий зал (аудиторія № 30) на другому поверсі головного будинку інституту загальною площею 235 кв. м. Через брак вільних помешкань в інституті приміщення музею використовувалося також для розміщення археологічних експонатів археологічної секції "Наукове товариство на Донеччині".
Музейні фонди постійно поповнювалися новими експонатами, які надходили від підприємств та культосвітніх установ міста. Крім того, експонати виготовляли студенти рідного інституту та самі працівники музею. 
Накопичена фондова колекція дала змогу розподілити експонати за 19 тематичними відділами: 
1) педагогічні системи та портрети видатних педагогів;
2) нот в педагогіці;
3) виш, педвиш, трудшколи;
4) помешкання шкіл, їх планування, обладнання;
5) наочні посібники з різних дисциплін;
6) шкільне законодавство;
7) дошкільне виховання;
8) комдитрух;
9) політосвіта;
10) трудове виховання;
11) естетичне виховання;
12) фізкультурно-естетичне виховання;
13) методи навчання;
14) педагогічні проблеми; 15) проблема вчителя;
16) історіографія ІНО, музею, наросвіти в Луганській окрузі;
17) організація шкільних музеїв;
18) змичка педвишів, педмузеїв УСРР, СРСР;
19) Varia.
До основних напрямків роботи музею слід віднести систематичне проведення екскурсій, лекцій, поповнення експозиції експонатами від трудшкіл м. Луганська та Луганської округи, каталогізацію музейного майна, складання рекомендованих списків літератури з педагогічних питань, популяризацію педагогічного тестування, проведення педагогічних конференцій з питань використання нових методів роботи в освітніх установах, нарад працівників освіти з висвітлення ролі педагогічного музею в процесі само- та перепідготовки вчителів, консультацій з питань теорії та практики соціального виховання.
Упродовж 1926–1927 навчального року музей відвідало 2695 осіб, з яких 409 були організовані в 10 екскурсій. А загалом з часу відкриття налічувалося вже 4600 відвідувачів. На 1 червня 1927 року штатна чисельність працівників музею зменшилася і складала тільки дві одиниці – завідувача Ф.А. Бєльського та лаборанта Ф.М. Красильникова. Однак плідна навчально-просвітницька діяльність музею з 1925 до 1927 року давала змогу керівництву ДІНО планувати підвищення статусу музею з інститутського до окружного.
1928-й – третій рік діяльності педагогічного музею – збігся зі святкуванням десятої річниці Жовтневої революції. Одним із урочистих заходів з нагоди свята була виставка експонатів педмузею ДІНО, трудових шкіл та установ соціального виховання. Слід зазначити, що виставлені освітніми установами експонати після закриття виставки поповнили фондову колекцію педагогічного музею.
Музей продовжував розвивався. До вже існуючих відділів додався куточок "Наука й наукові працівники СРСР", збільшувалася кількість портретів видатних педагогів, були накреслені схеми "Конструктивне виховання за Фер’єром", "Психограма особи дитини за Декролі", намальована копія картини за малюнком Рибалова "Возвращение из школы", фігури для 6-, 7-, 8-літніх дітей за педагогічними тестами Біне-Сімона, зібрано декілька комплектів тестів за дисциплінами педциклу.
Протягом 1927–1928 навчального року сам завідувач педагогічного музею Ф.А. Бєльський прочитав низку лекцій, яка охоплювала широке коло питань з педагогіки – від її історії до застосування надбань на практиці, від дошкільного виховання до екстернату вишів. Приміром, у жовтні 1927 р. була прочитана лекція для 4-ї групи 4-ї трудової школи на тему "Як можна виміряти обдарованість за тестами Біне-Сімона", в листопаді – для робітників місцевих заводів на тему "Як вчаться діти місцевих трудових шкіл за комплексами", для учнів – "Які педагоги від стародавніх часів аж до теперішнього часу працювали над найкращими методами навчання", у квітні 1928 р. – лекція для слухачів семінару дошкільного виховання "Фребелівські та Монтесорріянські приклади для роботи з дошкільнятами" тощо.
З моменту заснування педагогічного музею при ДІНО його керівник Ф.А. Бєльський надавав серйозної уваги вивченню та використанню світового досвіду роботи педагогічних музеїв. Ще в 1925 році він подав заявку про наукове відрядження за кордон з метою ознайомлення з досвідом роботи педагогічних музеїв, що була підтримана керівництвом ДІНО перед Народним Комісаріатом освіти УСРР. Архівні документи свідчать, що відрядження Ф.А Бєльського все-таки відбулось, але тільки через чотири роки, і тільки в межах СРСР. Наукове відрядження він здійснив з 23 березня до 15 травня 1929 року. Воно було надзвичайно насиченим, плідним і дуже інформативним. Протягом 53 днів Ф.А. Бєльський вивчав новітні методи та досвід музейної педагогіки, викладання педагогічних дисциплін в найбільших вишах Москви – в Академії комуністичного виховання ім. Н. Крупської, в II Московському державному університеті, в індустріально-педагогічному інституті ім. К. Лібкнехта; в Ленінграді – в педагогічному інституті ім. О Герцена, в педагогічному технікумі ім. М. Некрасова. З цією ж метою він провів значну роботу і в науково-дослідницькому інституті педагогіки при II Московському державному університеті та в Інституті наукової педагогіки в Ленінграді. Доповідь Ф.А. Бєльського з таких актуальних питань, як суспільно-політичне виховання, облік успішності, політтехнічне виховання, на засіданні педагогічної комісії викликав неабиякий інтерес з боку викладацького складу ДІНО.
З нагоди святкування 5-річного ювілею Донецького інституту народної освіти в Луганську була проведена нарада представників освітніх установ Донбасу, на якій ухвалено резолюцію про організацію науково-дослідницьких установ при ДІНО: філії Всеукраїнського науково-дослідного інституту педагогіки, філії кафедри історії української культури ім. академіка Д.І. Багалія та біологічної станції. Педагогічний музей та педрефлексологічна лабораторія ДІНО підлягали реорганізації, а на їх науковій базі планувалося створення філії Всеукраїнського науково-дослідного інституту педагогіки.

## криза 1929 року
У середині 1929 року відбулася зміна керівництва ДІНО, а у професора Ф.А. Бєльського визрів особистий конфлікт з новим ректором В. Воробйовим. Ось як сам професор охарактеризував цю ситуацію: "Я попав в оточення, з якого хочу вирватись". Тому, не зустрівши підтримки серед членів правління інституту та секції наукових співробітників профспілки РОБОС, Фома Антонович зі своєю дружиною подали прохання до НКО УСРР про переведення до іншого вишу. Прохання Ф.А. Бєльського та К.М. Бєльської було задовільнено, та їх перевели з 1 вересня 1929 року до Херсонського інституту народної освіти.
Нечисленні вцілілі архівні матеріали свідчать, що педагогічний музей існував у складі науково-допоміжних структур інституту й у 1930 році, виділялися кошти на утримання, ремонт помешкання, закупівлю експонатів та обладнання.
Повсякденна діяльність працівників педагогічного музею була скерована на надання студентам луганських вишів, працівникам освіти, учням місцевих шкіл, інтернатів максимальної можливості ознайомитись з найкращими матеріалами, що сприяли вдосконаленню справи вивчення педагогічної історії, теорії та практики на основі досягнень світової педагогічної думки того часу. А невтомна праця професора Ф.А. Бєльського на педагогічній ниві торувала шлях розвитку педагогічного музейництва на сході країни.

## підсумки діяльності у 20-х роках
Таким чином, Луганський педагогічний музей ДІНО в 20-х роках відіграв значну роль в історії становлення системи освіти Донбасу, виконуючи свої три основні функції: наукову, навчальну та просвітницьку. Працівники Луганського педагогічного музею за короткий час сформували достатню колекцію експонатів, які допомагали майбутнім учителям отримувати необхідні професійні навички, котрі, в свою чергу, сприяли реалізації навчальних програм та використанню сучасних педагогічних методик під час ліквідації неписьменності у Донбасі.